# Валентин Принсеп
Валентин Принсеп (англ. Valentine Cameron Prinsep; 14 лютого 1838, Калькутта — 11 листопада 1904, Лондон) — британський історичний і жанровий живописець.

## Біографія
Його батько, Генрі Тобі Принсеп, протягом шістнадцяти років був членом Ради у справах Індії, влаштувався в Літтл-Холанд-Хаусі в Кенсінгтоні, який став центром місцевого артистичного товариства. Генрі Принсеп був близьким другом Дж. Ф. Уотса. У якого спочатку навчався його син, з дитинства захопившись малюванням. Потім Валентин працював в Парижі в майстерні Шарля Глейра; їм була зображена Таффи, героїня новели «Трільбі» його друга Джорджа дю Мор'є. Він був близьким другом Мілле і Берн-Джонса, з яким подорожував по Італії. Разом з Россетті та іншими художниками взяв участь в художньому оформленні залу дискусійного суспільства Оксфордського університету. Навчався в Лондонській академії мистецтв, де його головним наставником був Лейтон, прийоми живопису якого він швидко перейняв.
З 1862 року Принсеп почав набувати розголосу як салонний художник. Його першою відомою роботою стала виставлена в 1862 році в академії картина «Бьянка Капелло намагається отруїти кардинала Медічі». Популярність отримали також виконаний ним портрет генерала Гордона в китайському костюмі (1866), картини «Сестра немовляти Мойсея сторожить його на Нілі» (1867), «Венеціанський любитель мистецтва», «Бахус і Аріадна», «Смерть Клеопатри» (1870), «Новини з чужини» (1871), «Вплив весни» (1872), «Менует „і“ До скорого побачення». 1877 — відправився в Індію і за підсумками поїздки написав в 1880 році величезне полотно з зображенням того, що відбувалося в Делі 1 січня 1877 року під головуванням віце-короля лорда Лейтона зборів васалів імператриці Індії, яке потім прикрашало Букінгемський палац. 1879 — став асоційованим, а в 1894 році діючим членом Королівської академії. 1879 — видав під назвою «Imperial India» твір про свою подорож в Індостан і про портретованих їм тамтешніх Раджа. 1884 — одружився з Флоренс, дочкою відомого колекціонера Фредеріка Лейланда. Написав також дві п'єси, «Cousin Dick» і «Monsieur le Duc», які були поставлені в Королівському театрі і Театрі св. Якова відповідно, та дві новели. Був похований на Бромптонському кладовищі.
На думку авторів Інтерес, його картини могли вважатися «складені з розумом і смаком, виконаними з рідкісною ретельністю та приємними, хоча і не особливо сильними по фарбах».